# Cyclanthera longisepala
Cyclanthera longisepala är en gurkväxtart som först beskrevs av Célestin Alfred Cogniaux, och fick sitt nu gällande namn av H.Schaef. och S.S.Renner. Cyclanthera longisepala ingår i släktet springgurkor, och familjen gurkväxter. Inga underarter finns listade i Catalogue of Life.